# Палларе
Палларе (італ. Pallare, ліг. Palëre) — муніципалітет в Італії, у регіоні Лігурія, провінція Савона.
Палларе розташоване на відстані близько 440 км на північний захід від Рима, 55 км на захід від Генуї, 17 км на захід від Савони.
Населення — 939 осіб (2014).

## Демографія
Населення за роками:

Станом на 1 січня 2023 року в муніципалітеті офіційно проживало 28 іноземців з 11 країн, серед них 6 громадян країн Євросоюзу та 4 громадяни України.

## Сусідні муніципалітети
- Борміда
- Каркаре
- Малларе
- Міллезімо
- Озілья
- Плодіо